# Peter-Szondi-Institut
Das Peter-Szondi-Institut für Allgemeine und Vergleichende Literaturwissenschaft (kurz: Peter-Szondi-Institut) ist das Institut für Allgemeine und Vergleichende Literaturwissenschaft (Komparatistik) der Freien Universität Berlin. Als erstes deutschsprachiges Institut dieser Disziplin war das Institut bei seiner Gründung 1965 auf eine Überschreitung und Modernisierung der Nationalphilologien angelegt. Gründungsprofessor und späterer Namensgeber war der Holocaust-Überlebende Peter Szondi.

## Geschichte

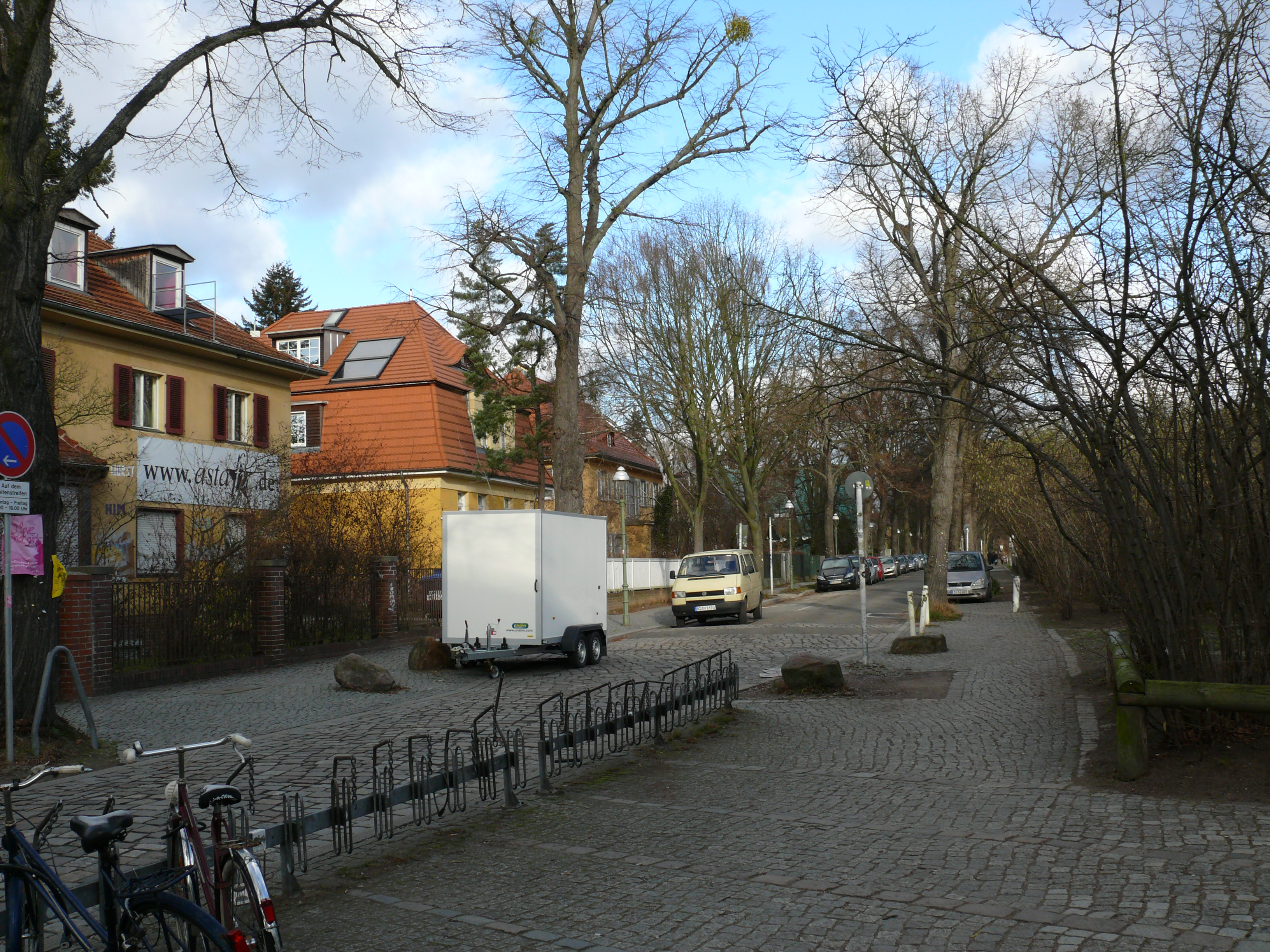
Erster Sitz des Instituts im Kiebitzweg 23 (linkes Gebäude, heute Sitz des AStA)

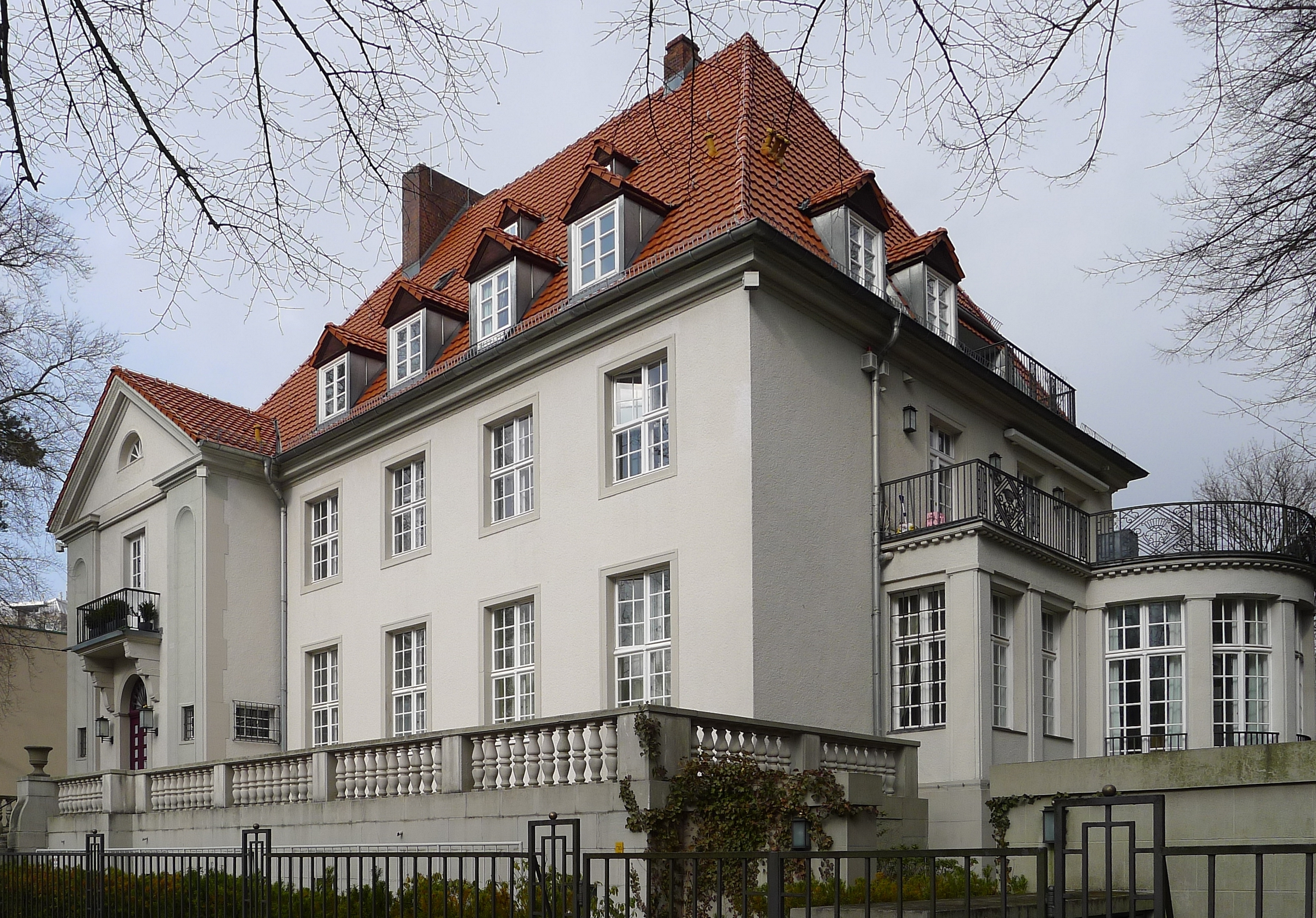
Sitz des Instituts in der Rheinbabenallee 14, Berlin-Schmargendorf (1979–1983)

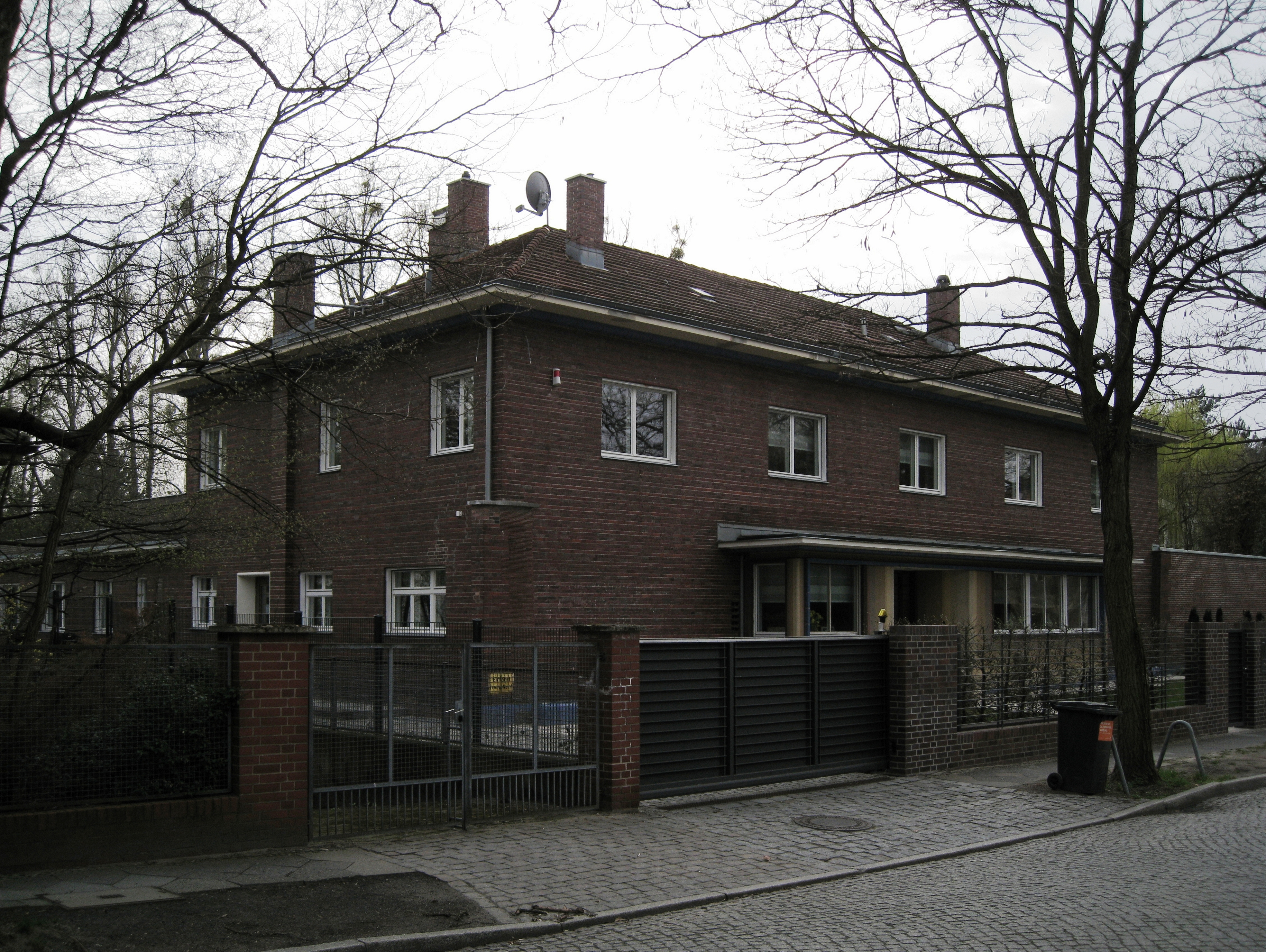
Sitz des Instituts im Hüttenweg 9, Berlin-Dahlem (1983–2005)

Peter Szondi nahm zum Sommersemester 1965 einen Ruf an das Germanische Seminar der Freien Universität Berlin an. Ein Brief Szondis an den Dekan der Philosophischen Fakultät vom 26. Mai 1965 kann Jürgen Brokoff zufolge als „Gründungsdokument“ des Seminars (ab 1972 Institut) für Allgemeine und Vergleichende Literaturwissenschaft gelten. Darin bittet Peter Szondi darum, seinen germanistischen Lehrstuhl, das Prüfungsfach sowie das angeschlossene Seminar in „Allgemeine und Vergleichende Literaturwissenschaft“ umzubenennen. Ein halbes Jahr später wurde am 16. Dezember 1965 auf Beschluss des Kuratoriums der Freien Universität der Umbenennung stattgegeben und das heutige Institut gegründet. Nach den Vorstellungen der an der Institutsgründung maßgeblich beteiligten Germanisten, darunter Eberhard Lämmert, sollte die Komparatistik die Nationalphilologie ergänzen und vor allem der Germanistik den Weg zur Modernisierung weisen. Szondi lud zahlreiche prominente Literaturwissenschaftler, Philosophen und Schriftsteller an sein Seminar ein, darunter Theodor W. Adorno und Paul Celan im Jahr 1967.

Die Seminargründung stand in direktem Zusammenhang mit der Aufarbeitung des Nationalsozialismus. Gert Mattenklott, später Professor am Institut, äußert sich anlässlich des dreißigjährigen Institutsjubiläums am 18. Januar 1996 zu diesem Punkt: „Es würde dieses Institut nicht geben ohne die Scham angesichts der Geschichte der deutschen Philologie während des Faschismus. [...] Mit anderen Worten, dieses Institut – was immer es auch sonst noch sein mag – ist zu allerest das Resultat einer wissenschaftsgeschichtlichen Sezession.“ Darüber hinaus wurde mit der Institutionalisierung der Allgemeinen und Vergleichenden Literaturwissenschaft das Ziel verfolgt, der methodischen und theoretischen Entwicklung der Literaturwissenschaften im 20. Jahrhundert Rechnung zu tragen. Peter Szondi begründete die Bezeichnung „Allgemeine und Vergleichende Literaturwissenschaft“ wie folgt:
Zur Begründung meines Antrags möchte ich darauf hinweisen, dass die bislang gebrauchte Bezeichnung „Vergleichende Literaturwissenschaft“ seit Jahrzehnten nur noch einem Teilgebiet der Disziplin gerecht wird. Zur historischen Untersuchung der faktischen Zusammenhänge zwischen den Nationaliteraturen, die einst die einzige Aufgabe des Faches bildete, ist längst eine systematische, aufs Ganze der Literatur zielende theoretische Bemühung hinzugekommen, die nicht dem Vergleich von Unterschiedenem, sondern der Erforschung von Gemeinsamen gilt. Theorie der Literatur, Gattungspoetik, Geschichte der Literaturbetrachtung, Literatursoziologie sind nicht nur in der amerikanischen, sondern auch in der lange rein historisch orientierten französischen Schule der Komparatistik neben der Lehre von den Beziehungen zwischen den Nationalliteraturen gleichwertige Teilgebiete der Disziplin geworden. Sie verlangen eine Ergänzung in der Bezeichnung des Faches, da der Ausdruck „vergleichend“ der hinter die Aufteilung in Nationalliteraturen zurückgehenden Intention nicht entspricht.
Der neue Lehrstuhl, so Eberhard Lämmert in seiner Rede zur 30-Jahr-Feier des Instituts, solle die Tradition der deutschen philosophischen Ästhetik und Literaturtheorie in „Auseinandersetzungen mit den modernen Strömungen des New Criticism“ und den „Methoden der ausländischen Komparatistik“ weiterentwickeln.

## Standorte
Der erste Standort des Seminars war im Kiebitzweg 23 (heute Otto-von-Simson-Straße 23), danach ab 1979 befand sich das Institut in einer 1913/14 von Heinrich Straumer erbauten Villa in der Rheinbabenallee 14 in Schmargendorf, ab 1983 in einer 1931 von Fritz August Breuhaus de Groot erbauten Villa im Dahlemer Hüttenweg, seit 2005 sitzt es in der Rostlaube der Freien Universität.

## Professuren
Am Institut gab es 1987 zwei Professuren, 1997 drei, schließlich aktuell 3,5. Dabei sind mehrere Professuren zur Hälfte anderen Instituten zugeordnet. Zu den Professoren des Instituts zählten neben Szondi († 1971) Hella Tiedemann († 2016), Gert Mattenklott († 2009), Eberhard Lämmert († 2015), Winfried Menninghaus, Joachim Küpper, Georg Witte, Irene Albers, Claudia Olk und Michael Gamper.

## Gastprofessuren
An dem Institut sind drei Gastprofessuren angesiedelt, die von Schriftstellern oder Übersetzern übernommen werden. Die Gastprofessur für deutschsprachige Poetik der Stiftung Preussische Seehandlung an der Freien Universität Berlin (ehemals „Heiner-Müller-Gastprofessur“) ist eine Poetikprofessur, die jährlich vom Träger des Berliner Literaturpreises bekleidet wird. Sie wird von der Stiftung Preußische Seehandlung finanziert.
Die Samuel-Fischer-Gastprofessur für Literatur dient der kritischen Reflexion über die Literaturen der Welt gemeinsam mit Schriftstellern aus verschiedenen kulturellen Kontexten. Getragen wird die Professur mit semesterlich wechselnder Besetzung von der Freien Universität Berlin, dem Deutschen Akademischen Austauschdienst, dem S.-Fischer-Verlag und dem Veranstaltungsforum der Verlagsgruppe Georg von Holtzbrinck.
Die August-Wilhelm-von-Schlegel-Gastprofessur für Poetik der Übersetzung wird in Zusammenarbeit mit dem Deutschen Übersetzerfonds vergeben und zielt auf die theoretische Reflexion der Übersetzung literarischer Texte.

## Bekannte Ehemalige
- Michael Angele (Journalist)
- Armen Avanessian (Philosoph)
- Fritz Breithaupt (Germanist)
- Ann Cotten (Schriftstellerin)
- Wolfram Ette (Literaturwissenschaftler und Publizist)
- Leo Fischer (Satiriker)
- Christiane Frohmann (Verlegerin)
- Achim Geisenhanslüke (Literaturwissenschaftler)
- Werner Hamacher (Literaturwissenschaftler)
- Iris Hanika (Schriftstellerin)
- Rafael Horzon (Schriftsteller)
- Wiebke Hüster (Ballettkritikerin)
- Detlef Kuhlbrodt (Schriftsteller)
- Hans-Thies Lehmann (Theaterwissenschaftler)
- Tobias Lehmkuhl (Literaturkritiker)
- Sascha Lehnartz (Journalist)
- Christine Magerski (Literaturwissenschaftlerin)
- Nathalie Mälzer (Übersetzerin)
- Matthias Matussek (Journalist)
- Thomas Melle (Schriftsteller)
- Valentin Moritz (Schriftsteller)
- Lothar Müller (Literaturkritiker)
- Barbara Naumann (Literaturwissenschaftlerin)
- Cristina Nord (Filmkritikerin)
- Paulita Pappel (Filmproduzentin)
- Monika Rinck (Lyrikerin)
- Christiane Rösinger (Musikerin)
- Andreas Rossmann (Journalist)
- Alex Rühle (Journalist)
- Wolfgang Schivelbusch (Kulturhistoriker)
- Daniel Schreiber (Journalist)
- Ulrike Schrimpf (Schriftstellerin)
- Ginka Steinwachs (Schriftstellerin)
- Robert Stockhammer (Literaturwissenschaftler)
- David Wagner (Schriftsteller)
- Hanns Zischler (Schauspieler)